# Thomas Kirk Caughey
Thomas Kirk Caughey (Escócia, 22 de outubro de 1927) é um engenheiro estadunidense.
Em 2002 recebeu a Medalha Theodore von Karman. É membro da Associação Americana para o Avanço da Ciência.

## Prêmio Caughey
O Prêmio Thomas K. Caughey de Dinâmica Não-Linear da ASME é denominado em sua homenagem. É dotado com 1000 dólares. Recipientes:
- 2008 Ali Hasan Nayfeh
- 2009 Stephen Harry Crandall
- 2010 Jerrold E. Marsden
- 2011 Philip Holmes
- 2013 Lothar Gaul